# یواس‌اس فلاسر (دی‌دی-۲۰)
یواس‌اس فلاسر (دی‌دی-۲۰) (به انگلیسی: USS Flusser (DD-20)) یک کشتی بود که طول آن ۲۹۳ فوت ۱۰ اینچ (۸۹٫۵۶ متر) بود. این کشتی در سال ۱۹۰۹ ساخته شد.